# Danger (singel BTS)
„Danger” – koreański singel południowokoreańskiej grupy BTS, wydany 20 sierpnia 2014 roku. Utwór, wspólnie z „Hormone Jeonjaeng (War of Hormone)”, promował album studyjny DARK & WILD. Sprzedał się w nakładzie 56 577 egzemplarzy w Korei Południowej.
Utwór został nagrany ponownie w języku japońskim i wydany jako trzeci japoński singel zespołu 19 listopada 2014 roku. Singel został wydany w trzech wersjach: regularnej i dwóch limitowanych (CD+DVD). Osiągnął 5 pozycję w rankingu Oricon i pozostał na liście przez 3 tygodnie, sprzedał się w nakładzie 50 261 egzemplarzy.
"MISS RIGHT" jest japońską wersją utworu z minialbumu Skool Luv Affair.

## Lista utworów
Singel japoński
| CD  |                                                      |      |
| Nr  | Tytuł                                                | Czas |
| 1.  | "Danger" (Japanese Ver.)                             |      |
| 2.  | "Shingeki no bōdan" (jap. 進撃の防弾) (SONPUB REMIX) |      |
| 3.  | "MISS RIGHT" (Japanese Ver.) (tylko wer. CD)         |      |
| DVD |                                                      |      |
| Nr  | Tytuł                                                | Czas |
| 1.  | "Jacket Making Video"                                |      |
| 2.  | "PV Making Video"                                    |      |